# گوزیک (شناتال)
گوزیک، روستایی است از توابع بخش کوهسار و در شهرستان سلماس استان آذربایجان غربی ایران.

## جمعیت
این روستا در دهستان شناتال قرار داشته و بر اساس سرشماری سال ۱۳۸۵ جمعیت آن ۲۰۶نفر (۳۲ خانوار) 
بوده است.